# Петър Иванов (опълченец)
Вижте пояснителната страница за други личности с името Петър Иванов.
Петър Иванов е български опълченец. Името му се среща още като Петър Иванов Станев (Казасов) и Петър Казасов.

## Биография
Роден е през 1856 година в Търново. Взима участие в  Априлското въстание като куриер, а след разгрома на въстанието бяга във Влашко. Там на 26 юни 1877 година постъпва в редиците на българското опълчение, зачислен е в състава на Трета знаменна дружина под командването на подполковник Павел Калитин,  на която е поверено Самарското знаме.  Участва в Битката при Шипченския проход през юли 1877 г. и в епичната Битка при Стара Загора срещу Централната османска армия с командир Сюлейман паша на 19/31 юли 1877 г.
След Освобождението служи известно време в Търново, а на 7 юли 1890 година постъпва на работа в Бургас. Взима дейно участие в местното поборническо-опълченско дружество и работи за утвърждаване на българщината в многонационалния град,  в който по това време преобладава турско и гръцко население. Участва в управлението на града.
Създава голямо семейство, което обаче трудно изхранва. Умира през януари 1931 година.

## Признание
За участието си в Руско-турската война е отличен с учредения на 19 юли 1880 г. от княз Александър Батенберг първи български официален медал „За Освобождението 1877–1878“.
Със свое решение от 21 септември 1922 г. Габровският градски общински съвет обявява за почетни граждани 522 поборници и опълченци, един от които (под № 202) е Петър Иванов Станев (Казасов).